# Saint-Aubin-le-Guichard
Saint-Aubin-le-Guichard là một commune in the Eure department in Haute-Normandie in northern Pháp.